# 22a Brigada Mixta (Exèrcit Popular de la República)
La 22a Brigada Mixta va ser una unitat de l'Exèrcit Popular de la República creada durant la Guerra Civil Espanyola. Al llarg de la contesa la unitat, que va prendre part en nombroses operacions militars, va arribar a estar desplegada als fronts de Terol —on va estar la major part la guerra—, Extremadura i Llevant.

## Historial
La unitat va ser fundada al novembre de 1936, a Gandia, a partir de l'antiga columna «Peire». La nova unitat va ser posada al comandament de Francisco Galán Rodríguez, antic oficial de la Guàrdia Civil que havia destacat al començament de la contesa i que per a llavors havia estat ascendit al rang de comandant.

### Front de Terol
Després d'un període de formació, al desembre la brigada va sortir cap al Front de Terol. Formada amb antics militants comunistes, un dels motius del seu enviament a aquesta zona va ser la intenció d'estendre i afermar la militarització de les diversa columnes milicianes que actuaven en aquell front. Al costat de la XIII Brigada Internacional i diverses columnes valencianes, el 25 de desembre de la 22a BM va participar en un fallit assalt contra la ciutat de Terol. El comandant Galán va resultar ferit, per la qual cosa degué ser substituït pel comandant Francisco Alba Rebullido. La brigada va quedar situada cobrint en el sector del riu Alfambra.
El 18 de febrer de 1937 la 22a BM va acudir al sector comprès entre Rillo i Portalrubio després de la desbandada de la Columna «Macià-Companys», que havia abandonat les seves posicions arran d'un atac enemic; la brigada va aconseguir que els milicians catalans tornessin a les seves posicions originals i el 23 de febrer va reconquerir Portalrubio, aconseguint posar fi a l'ofensiva rebel.
La unitat va ser assignada a la 39a Divisió, que va passar a manar Francisco Galán. A la fi d'abril la brigada es va traslladar al front d'Extremadura, on estava previst que intervingués en el Pla P. Aquesta operació no va arribar a tenir lloc, per la qual cosa va tornar al front de Terol. Al juny el comandament de la 22a BM va passar al major de milícies Jorge Ibón de la Barbera, en substitució d'Alba Rebullido. Per aquestes dates la 22a BM va cedir un batalló que serviria de base per a la creació, a Múrcia, de la 96a Brigada Mixta.
El desembre de 1937, durant l'ofensiva de Terol, la 22a Brigada Mixta va quedar situada com a força de reserva en el sector dels Altos de Celadas. Va intervenir després de la conquesta republicana de Terol, després de ser cridada pel tinent coronel Ibarrola. El 17 de gener de 1938 un atac enemic va caure sobre les posicions de la 22a BM als Altos de Celadas, que es va veure agreujat pels atacs de l'aviació enemiga. Les línies republicanes van quedar destrossades i la brigada va sofrir greus pèrdues. Va prendre part en la batalla de l'Alfambra, enquadrada en la 41a Divisió del XXI Cos d'Exèrcit. El 6 de febrer va quedar voltada a Sierra Palomera, i hagué de retirar-se molt desgastada.

### Front de Llevant
Al maig de 1938 la unitat es trobava situada en el sector central de la defensa republicana enfront de l'ofensiva de les tropes de Camilo Alonso Vega a Ares del Maestrat. Davant la pressió enemiga, el 30 de maig la 22a BM va haver de retirar-se cap a Albocàsser després d'haver perdut les seves posicions a Benassal i la Serra de Sant Cristòfor. Després de l'ocupació franquista de Castelló de la Plana es va retirar cap a Vilafamés, establint una nova posició fortificada a Tossal Gros —que constituïa la principal elevació de la comarca de La Plana. En aquest punt el 13 de juny la 22a BM va haver de fer front als atacs de la IV Divisió de Navarra, quedant molt infringida. L'endemà passat, després de les baixes sofertes, va ser retirada de la primera línia de combat. Va ser reorganitzada com una brigada mixta independent.
Després del final de l'Ofensiva del Llevant la 22a BM no va tornar a intervenir en cap operació rellevant.

## Comandaments
Comandants
- Comandant Francisco Galán Rodríguez;
- Comandant d'infanteria Francisco Alba Rebullido;
- Major de milícies Jorge Ibón de la Barbera;
- Comandant d'infanteria Gabriel Rodríguez Cabezas;

Comissaris
- Pedro Yáñez Jiménez, del PSOE;
- Luis Rodríguez Cuesta, del PSOE;
- José Ros Miguel, del PSOE;

Caps d'Estat Major
- Capità d'infanteria Elías Martínez Martínez;
- Comandant d'infanteria Ignacio Martín Rodríguez;
- Capità de milícies Manuel González Castelló;
- Tinent de milícies Félix Ruiz Gálvez;